# 路易斯堡 (堪薩斯州)
路易斯堡（英語：Louisburg）是一個位於美國堪薩斯州邁阿密縣的城市。

## 地方資料
根據2020年美國人口普查的數據，路易斯堡的面積為12.98平方千米，當中陸地面積為12.66平方千米，而水域面積為0.32平方千米。當地共有人口4969人，而人口密度為每平方千米382.82人。